# Wołodymyr Jeszkilew
Jeszkiliew Wołodymyr Lwowycz, ukr. Володи́мир Льво́вич Є́шкілєв (ur. 23 maja 1965 w Iwano-Frankiwsku) – ukraiński prozaik, poeta i eseista. Przedstawiciel fenomenu stanisławowskiego.

## Biografia i działalność
Urodził się 23 maja 1965 r. w Iwano-Frankiwsku. Po zakończeniu edukacji w szkole zaczął pracę w fabryce naprawczo-mechanicznej jako pomocnik tokarza, a następnie jako elektryk.
W 1988 roku ukończył studia na Wydziale Historycznym Iwano-Frankwiskiego Instytutu Pedagogicznego im. W. Stefanyka (obecnie Podkarpacki Uniwersytet im. Wasyla Stefanyka). Następnie do 1998 roku pracował jako nauczyciel historii i prawoznawstwa oraz wykładowca (od 2001 r. jako starszy wykładowca, a od 2004 na stanowisku docenta) Zachodnioukraińskiego Uniwersytetu Gospodarczo-Prawniczego. Wyższa Komisja Atestacyjna Ukrainy nigdy nie potwierdziła oświadczenia o zdobyciu przez Wołodymyra Jeszkiliewa stopni naukowych i tytułów, w tym na uczelniach i w instytucjach zagranicznych.
W latach 1996–1998 wydawał nieregularnie ukazujący się magazyn Pleroma. Od 2001 r. był redaktorem czasopisma literackiego "Potiah-76" (ukr. "Потяг-76"), od 2002 r. — czasopisma "Ji" (ukr. "Ї"), od 2006 r. — czasopisma "Kyjiwśka Ruś" (ukr. "Київська Русь"). W 2008 r. zaczął wydawać pierwsze numery czasopism "Snob" i "Zołota Kasta" (ukr. "Сноб", "Золота каста"), które jednak nie zdobyły popularności wśród czytelników. Prowadzi własne podstrony autorskie w wielu zachodnioukraińskich wydaniach internetowych. W latach 1998–2007 intensywnie podróżował. Odwiedził Izrael, Francję, Włochy, Stany Zjednoczone, Egipt, Indie i Tybet.
Interesował się i do tej pory interesuje filozofią. W latach 90. podawał się za naśladowcę rosyjskiego prawosławia i filozofii tradycjonalizmu R. Guénona i J. Evoli (wydawał przy tym specjalne, tematyczne numery magazynu Czetwer). Później zaczął propagować idee New Age (C. Castaneda, C. Naranjo).
Pisze w języku ukraińskim i rosyjskim. Jego utwory są tłumaczone na język polski. Jest członkiem Stowarzyszenia Pisarzy Ukraińskich (ukr. Асоціація українських письменників). Mieszka w Iwano-Frankiwsku.

## Konflikty
W 1998 r. doszło do konfliktu Jeszkiliewa z jego byłym uczniem i protegowanym, pisarzem Ołehem Korotaszem.
W marcu 2008 r. zerwał z nim stosunki współautor jego powieści Adept i innych projektów, pisarz Ołeh Huculak, oskarżając Jeszkiliewa o to, że kampania reklamowa wokół ponownego wydania Adepta odbywała się tylko pod nazwiskiem i z udziałem Jeszkiliewa. W grudniu 2008 r. miał miejsce jego nagły konflikt z pisarzem minimalistą Wołodymyrem Kaniusem, który, tak samo jak Jeszkiliew, prowadził autorską rubrykę w iwano-frankiwskiej gazecie Reporter.

## Osiągnięcia literackie
Wołodymyr Jeszkiliew jest autorem powieści Adept, napisanej wspólnie z Ołehem Huculakiem, a także małej prozy Wizantijśka fotohrafija. Był współautorem projektu Tetrarchija. Współpracował również z Andrijem Pustoharowem przy tworzeniu zbioru wierszy Dyptych. Napisał esej literaturoznawczy Wozzeckkurhija Bet, podręcznik Istorija relihiji, wiele opowiadań, esejów filozoficznych i wierszy. Opracował także wiele haseł słownikowych w projekcie glosariuszowym czasopisma Czetwer. Jest autorem koncepcji projektu Imperija czasopisma "Czetwer" (ukr. "Четвер") oraz konsultantem projektu Piwdennyj akcent i wielu innych.
We lwowskim wydawnictwie Kalwarija przygotowano do druku osobną powieść Jeszkiliewa Pafos. Powieść Adept po raz pierwszy opublikowano w magazynie Suczasnist'. Małą prozę Jeszkiliewa publikowano w czasopismach "Perewał", "Czetwer", "Kurjer Krywbasu", "Pleroma" i innych. Jego utwory weszły do Małej Encyklopedii Aktualnej Literatury Ukraińskiej (opowiadania Misto termitiw i Kwadraty czornyj ta czerwonyj). Swoje eseje filozoficzne publikował w magazynach "Perewał" (Kniaź żachu), "Czetwer" (Znak Imperiji, Hermenewtyka Rosiji i inne), "Pleroma" (Delośkyj nyreć, Powernennia demiurhiw), Kalmijus (Liudyna bez tytuła), a swoje artykuły literaturoznawcze – w czasopismach "Literatura Plius", "Krytyka" i "Forma(r)t".
Filozoficzne zainteresowania Jeszkiliewa znajdują odzwierciedlenie w jego twórczości Pisarz ma tendencję do wykorzystywania ewentualnego kanonu współczesnej literatury i innych intelektualnych prowokacji w procesie literackim. W prozie Wołodymyra Jeszkiliewa widoczny jest strumień filozoficzny, a także próby wskazania tajemnicy symboli i znaków. Jeszkiliew stał się również ideologiem tzw. fenomenu stanisławowskiego. 
Jest autorem wstępu do wspomnianej Małej Encyklopedii Aktualnej Literatury Ukraińskiej (część Powernennia demiurhiw obok Powernennia literatury? autorstwa J. Andruchowycza). Napisał w nim, iż uważa, że literatura ukraińska drugiej połowy XX wieku jest reprezentowana przez grafomanię, a także że nadszedł czas, by ustalić hierarchię twórczości literackiej i podzielić ją na strefy dyskursywne. Wyróżnił trzy dyskursy literatury ukraińskiej: testamentarno-rustykalny, neomodernistyczny i podstmodernistyczny. (TR-dyskurs, NM-dyskurs i PM-dyskurs).
Dla dyskursu testamentarno-rustykalnego charakterystyczne było występowanie w utworach wartości powszechnych na przełomie XIX i XX wieku (tradycja romantyczna) oraz uświęcenie kanonicznych postaci literatury ukraińskiej (przede wszystkim takich, jak Szewczenko i Franko). Dzieła należące do tego dyskursu nie pełniły funkcji estetycznej, a najważniejsza była ich treść. Ich głównym zadaniem była ochrona i zachowanie ukraińskiej tożsamości i języka, co stanowiło wartości charakterystyczne dla narodnictwa.
W dyskursie neomodernistycznym najważniejsza była forma utworu, zaczęto jednak odchodzić od niezmiennych kanonów i realizmu socjalistycznego. Charakterystyczne są dla niego elementy folkloru. Ten dyskurs obejmuje twórczość szestydesiatnyków – pisarzy pokolenia lat 60.
Natomiast dyskurs postmodernistyczny opiera się na twórczości zapoczątkowanej w latach 80. Ukształtował się na tle procesów upadków imperiów. Są dla niego typowe groteska, śmiech, parodia. Według Jeszkiliewa postmodernizm oznacza twórczą bezsilność, bazowanie na tym, co już istnieje.

## Twórczość
Oprócz licznych wierszy i artykułów publicystycznych, Jeszkiliew jest autorem wielu powieści:
- Adept (ukr. Адепт), 1995;
- Pafos (ukr. Пафос), 2002;
- Wizantijska fotohrafija (ukr. Візантійська фотографія), 2002;
- Imperator poweni (ukr. Імператор повені), 2004;
- Wtecza majstra Pinsela (ukr. Втеча майстра Пінзеля), 2007;
- Bohynia i Konsultant (ukr. Богиня і Консультант), 2009;
- Pobaczyty Alkor (ukr. Побачити Алькор), 2011;
- Tiń poperednyka (ukr.Тінь попередника), 2011;
- Usi kuty trykutnyka (ukr. Усі кути трикутника), 2012;
- Rozplidnyk bohiw (ukr. Розплідник богів), 2013;
- Hnizdo (ukr. Гніздо), 2013;
- Te, kotre - chołod, te, jake - smert'. Efekt Jarkowśkoho (ukr. Те, котре — холод, те, яке — смерть. Ефект Ярковського), 2015;
- Tybet (ukr. Тибет), 2016.